# بریستوو (اکلاهما)
بریستوو(به انگلیسی: Bristow) شهری در ایالت اکلاهما کشور ایالات متحده آمریکا است که جمعیت آن در سرشماری سال ۲۰۱۰ میلادی، ۴٬۲۲۲ نفر بوده‌است.